# Mathieu Pernot
Mathieu Pernot né le 3 novembre 1970 à Fréjus est un photographe français.

## Biographie
Mathieu Pernot est né en 1970 à Fréjus (Var) d’un père né à Beyrouth au Liban, ville dans laquelle son grand-père René Pernot s’était installé dans les années 1920. Il a grandi à Saint-Raphaël (Var), et a étudié à l’École nationale supérieure de la photographie d'Arles dont il sort diplômé en 1996.
Dès 1997, son travail est exposé au Centre national de la photographie puis aux Rencontres internationales de la photographie d'Arles. Il devient pensionnaire de la Casa de Velázquez et y séjourne de 2002 à 2003. 
Il se fait d'abord connaître pour son travail et son engagement auprès des communautés tsiganes qu'il rencontre lorsqu'il vit à Arles. Il publie un premier livre Tsiganes chez Actes-Sud en 1999 qui montre des images réalisées avec une famille de Roms dont l'auteur deviendra très proche.
Il découvre alors, au détour d'un livre, l'existence d'un camp d'internement pour nomades — le camp de Saliers — créé par le gouvernement de Vichy entre 1942 et 1944. Voulant en savoir plus, il consacre du temps et des pellicules à cette page d'histoire un peu oubliée, et publie chez Actes Sud en 2001 Un camp pour les bohémiens, avec le concours des historiennes Henriette Asséo et Marie-Christine Hubert. Il obtient pour cette publication le prix international Romanes en 2002.
Dans les années 2000-2010, il réalise plusieurs travaux en relation avec les questions d'enfermement, avec par exemple la série des Hurleurs, ou les questions d'urbanisme, sur les grands ensembles de banlieue en particulier.
En 2013, il réalise une collaboration avec l'historien Philippe Artières, sur la mémoire visuelle de l’hôpital psychiatrique du Bon Sauveur, à Picauville, dans la Manche. Ce travail est récompensé par le prix Nadar en 2013, et fait l'objet d'une publication, L'Asile des photographies, et d'une exposition à la fondation Maison rouge à Paris.
En 2014, une rétrospective de son travail est organisée au Jeu de Paume à Paris sous le titre de La Traversée. Cette exposition met pour la première fois en relation des séries d'images réalisées pendant une vingtaine d'années. Pour cette exposition, il réalise une nouvelle série, Le Feu, qui montre une caravane de tsiganes brûlant dans la nuit avec les membres d'une famille réunis autour du feu.
En 2017, il présente l'exposition Les Gorgan aux Rencontres internationales de la photographie d'Arles et publie un livre éponyme aux Éditions Xavier Barral. Ce projet retrace vingt ans de photographies avec une famille rom que l'auteur a rencontré lorsqu'il était étudiant à l’École nationale supérieure de la photographie d'Arles. 
Du 13 mai au 3 décembre 2023, il présente, en tant qu'artiste photographe et commissaire, l'exposition La vie en photographie au musée de Bretagne à Rennes. Un catalogue est édité par le Centre d'Art GwinZegal. 

## Récompenses et bourses
- Prix Henri-Cartier-Bresson, 2019.
- Prix Niépce, 2014.
- Prix Nadar, 2013.
- Lauréat de la bourse de la Casa de Velázquez, 2003.
- Prix Romanès, 2001.
- Lauréat de la bourse de la Villa Médicis hors les murs, 1999.

## Publications
- La vie en photographie, co-édition GwinZegal et Musée de Bretagne, 2023.
- L'Atlas en mouvement, Éditions Textuel, 2022.
- La Ruine de sa demeure, Éditions Xavier Barral, 2022.
- Ce qu'il se passe, GwinZegal édition, 2021.
- La Santé, Éditions Xavier Barral, 2018.
- Les Gorgan, Éditions Xavier Barral, 2017.
- România, Filigranes éditions, 2017.
- Dorica Castra, Filigranes éditions, 2017.
- La Traversée, Le Point du jour, 2014.
- L'Asile des photographies, Le Point du jour, 2013  (ISBN 978-2-912132-75-8).
- Ligne de mire, GwinZegal édition, 2013.
- Les Migrants, GwinZegal édition, 2012.
- Le Grand Ensemble, Le Point du jour, 2007.
- L'État des lieux, texte de François Cheval, Éditions 779, Société française de photographie, 2004.
- Hautes surveillances, Arles, Actes Sud, 2004, 76 p.
- Un camp pour les bohémiens, Actes Sud, 2001.
- Tsiganes, Actes Sud, 1999.
- Mathieu Pernot, L'atelier, Centre national de la photographie, 1997.

## Expositions personnelles
- 1997 :
  - Centre national de la photographie, Paris ;
  - Rencontres internationales de la photographie, Arles.
- 2000 :
  - galerie Vu, Paris.
- 2002 :
  - Printemps de Septembre, Toulouse ;
  - musée national des Arts et Traditions populaires, Paris.
- 2004 :
  - Rencontres internationales de la photographie, Arles ;
  - galerie Vanguardia, Bilbao ;
  - galerie Senda, Barcelone ;
  - galerie 779, Paris.
- 2005 :
  - galerie Vu, Paris :
  - Institut français, Barcelone.
- 2007 :
  - Le Méjan, Rencontres internationales de la photographie, Arles :
  - musée Nicéphore-Niépce, Chalon-sur-Saône :
  - Centre d'histoire de la résistance et de la déportation, Lyon.
- 2008 :
  - Centre de la photographie, Bastia.
- 2009 :
  - Cité nationale de l'histoire de l'immigration, Paris :
  - galerie d'art contemporain, Bibliothèque municipale de Lyon.
- 2010 :
  - musée Pierre-André-Benoit, Alès ;
  - Biennale internationale de photographie, Liège.
- 2011 :
  - Biennale d'art contemporain, Melle.
- 2012 :
  - galerie Éric-Dupont, Paris ;
  - Atelier de Visu, Marseille.
- 2013 :
  - galerie HLM, Marseille-Provence 2013 capitale européenne de la culture, Marseille ;
  - Centre de la photographie, Genève ;
  - Centro Cultural, Biennale d'architecture contemporaine, São Paulo ;
  - Le Point du jour, Cherbourg ;
  - Fonds régional d'art contemporain, Rennes.
- 2014 :
  - Ligne de mire, galerie Éric-Dupont, Paris  ;
  - La Traversée, Jeu de Paume, Paris ;
  - L'Asile des photographies, Maison Rouge, Paris.
- 2015 :
  - La Guerre et la Paix, Musée national Picasso, Vallauris ;
  - Galeria Senda, Barcelone ;
  - musée de la Photographie, Anvers.
- 2016 :
  - Aichi préfectoral museum of art, Nagoya ;
  - Mémorial du Camp de Rivesaltes.
- 2017 :
  - Archives nationales, Pierrefitte-sur-Seine ;
  - Rencontres internationales de la photographie, Arles ;
  - International photo festival, Jimei ;
  - hôtel des Arts, Toulon.
- 2018 :
  - Centquatre, Paris ;
  - Collège de France, Paris ;
  - Photo festival, Lianzhou ;
  - La Filature, Mulhouse ;
  - Institut français, Milan ;
  - musée de l'Histoire de l'immigration, Paris.
- 2020 :
  - L'atelier, Nantes.
- 2019 :
  - galerie de l'Arsenal, Metz ;
  - Collège de France, Paris ;
  - Le Parvis, Pau.
- 2021 :
  - Musée juif de Belgique, Bruxelles ;
  - Espace Delta, Namur.
- 2022 :
  - Fondation Henri-Cartier-Bresson, Paris ;
  - musée des Civilisations de l'Europe et de la Méditerranée, Marseille ;
  - KW, institute for Contemporary Art, Biennale d'art contemporain, Berlin.
- 2023 :
  - Fondación Mapfre, Madrid ;
  - La vie en photographie, musée de Bretagne, Les Champs Libres, Rennes.

## Collections publiques
Espagne
- Barcelone, CaixaForum Barcelona.

France
- Chalon-sur-Saône, musée Nicéphore-Niépce.
- Lyon, Centre d'histoire de la résistance et de la déportation.
- Marseille, Fonds régional d'art contemporain Provence Alpes Côtes-d'Azur.
- Paris :
  - Fonds d'art contemporain - Paris Collections ;
  - Fonds national d'art contemporain ;
  - Maison européenne de la photographie ;
  - musée d'Art moderne de Paris ;
  - musée national d'Art moderne ;
- Rennes, Fonds régional d'art contemporain de Bretagne.

Japon
- Kawasaki, musée de la ville[Lequel ?].

Suisse
- Lausanne, Photo Élysée.

## Collections particulières référencées
- Paris, collection Antoine de Galbert.